# Mauquenchy
Mauquenchy é uma comuna francesa na região administrativa da Normandia, no departamento de Sena Marítimo. Estende-se por uma área de 12,67 km². Em 2010 a comuna tinha 361 habitantes (densidade: 28,5 hab./km²).